# 懷特·厄普
懷特·貝瑞·史塔普·厄普（英語：Mariah Ann Earp，1848年3月19日—1929年1月13日），美國西部執法者及賭徒，曾在道奇城、戴德伍德、墓碑鎮等地任職。他是OK牧场枪战的參與者，隨其他執法者在此槍戰殺死了法外之徒科奇斯縣牛仔幫之中的三人；厄普的哥哥維吉爾當時是墓碑鎮和美國副元帥，而且曾經是保安官、警察、元帥和士兵，所以他戰鬥經驗要豐富得多，但懷特·厄普經常被誤指為該槍戰的核心人物。
1874年，厄普來到堪薩斯州威奇托的新興城市，較著名的一任妻子在此經營妓院；他被任命為威奇托警察部隊，在執法者間建立了良好的聲譽，但與上司的政治對手發生肢體衝突後被罰款，同時「丟了警察飯碗」。厄普立即離開威奇托，隨哥哥詹姆斯前往堪薩斯州道奇城，任職副城管。1878年冬天，前往德克薩斯州追查一名亡命之徒時結識救了自己一命的約翰·「醫生」·霍利德。
厄普一生中常移居各新興城市。1879年，他離開道奇城，與兄弟詹姆斯和維吉爾一起搬到了正掀起白銀熱潮的墓碑鎮；厄普兄弟與一群被稱為「牛仔幫」的法外之徒發生了衝突。他和維吉爾、弟弟摩根在此擔任執法者期間惹上了湯姆·麥克勞里、法蘭克·麥克勞里、艾克·克蘭頓和比利·克蘭頓，對方多次威脅厄普兄弟的性命。隨著衝突升級，1881年10月26日最終在OK牧場發生槍戰，厄普兄弟和霍利迪醫生殺死了三名牛仔。在接下來的五個月中，維吉爾遭到伏擊並致殘，摩根被暗殺。厄普和弟弟華倫、霍利迪醫生等人組成一支聯邦團隊，殺死了另外三名私認為該對此負責的牛仔。與兄弟維吉爾和摩根或霍利迪醫生不同，懷特·厄普從未在任何槍戰中受過傷。
搬離墓碑鎮後，厄普前往舊金山，與約瑟芬·馬庫斯以夫妻的身份生活，加入愛達荷州伊格爾的淘金熱，並擁有採礦權益和一輛小轎車。回到舊金山後，懷亞特開始賽馬，但當他在菲茨西蒙斯對決夏基的拳擊比賽裁定中擔任裁判並吹罰犯規時，聲譽遭受了無法挽回的損失，許多人相信他解決了這場爭鬥。厄普和馬庫斯1899年加入了諾姆淘金熱。他和查利·霍克西（Charlie Hoxie）花了1500美元（約現今的4.9萬美元）購買了酒類品牌，開了名為德克斯特（Dexter）的兩層樓房店面，估計賺了八萬美元（約現今的260.6萬美元）。1911年左右，厄普開始在加利福尼亞州維德爾從事採礦工作，直到夏天與約瑟芬一起至洛杉磯退休。他結交了好萊塢的早期西部演員友人，並試圖傳頌自己的故事，但厄普生平唯一製作的電影《狂野比爾希科克》（1923年）中自己戲份卻很少。
厄普於1929年1月13日去世。生前，他以西部執法者、槍手和拳擊裁判著稱，更因處理菲茨西蒙斯對決夏基以及在OK牧場槍戰中的定位而聲名狼藉。直到1931年，作家史都華·N·雷克出版暢銷傳記《懷特·厄普：邊境元帥》後，風評產生變化，樹立了厄普身為無畏執法者的民間聲譽；從那時起，厄普一直是電影、電視節目、傳記和小說的主題，名氣隨之大增。儘管厄普死後許久，仍擁有大批忠實的評論家及仰慕者。懷特·厄普在現代的聲譽可謂舊西部最頑強且致命的槍手。

## 早年

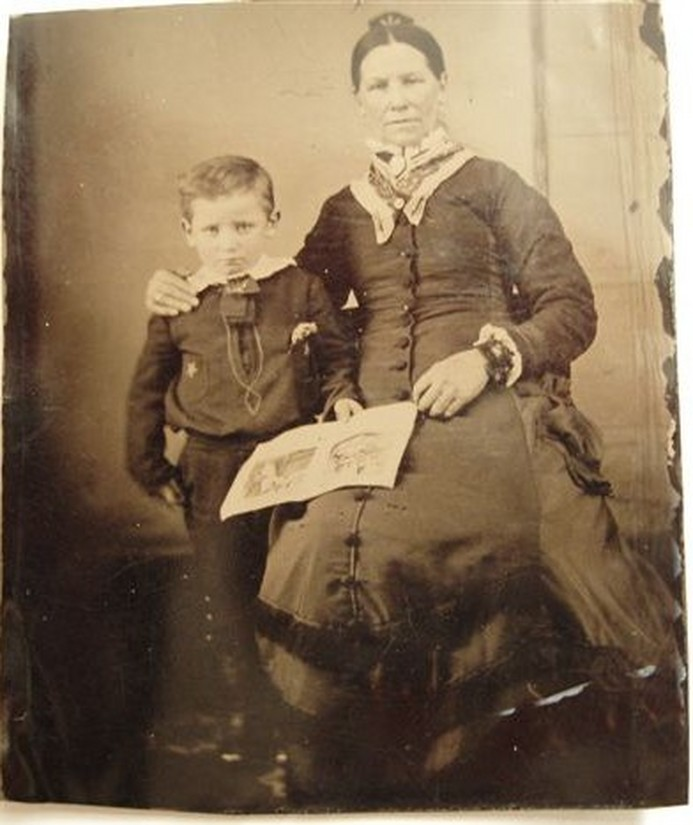
懷特·厄普與母親薇吉尼亞·安·庫克西合影（1856年）

懷特·貝瑞·史塔普·厄普於1848年3月19日出生，尼古拉斯·波特·厄普及其第二任妻子薇吉尼亞·安·庫克西（Virginia Ann Cooksey）的第四個孩子。懷特·厄普這個名字來自父親在美墨戰爭中的指揮官、伊利諾伊州騎警第二連的懷亞特·貝里·斯塔普上尉（Captain Wyatt Berry Stapp）。有證據支持懷特·厄普的出生地是伊利諾伊州蒙茅斯第三街406號，但蒙茅斯學院教授兼歷史學家威廉·厄本對街道地址有爭議。厄普的出生地派克謝爾頓樓1999年8月12日被列入國家史蹟名錄。懷特·厄普有七個同父異母的兄弟姐妹——詹姆斯、維吉爾、瑪莎（Martha）、摩根、華倫、薇吉尼亞（Virginia）和阿德莉亞（Adelia），以及來自父親第一段婚姻的同父異母哥哥紐頓。
1849年3月或1850年初，尼古拉斯·厄普與其他大約一百人共同計劃搬遷到加利福尼亞州聖貝納迪諾縣，並在當地買了農田。在蒙茅斯以西150英里（240）的旅途中，厄普家的女兒瑪莎病倒；一家子停下腳步，尼古拉斯在愛荷華州佩拉東北7英里（11）處買了一塊佔地160-英畝（65-公頃）的新農場。瑪莎1856年5月26日在此處去世。

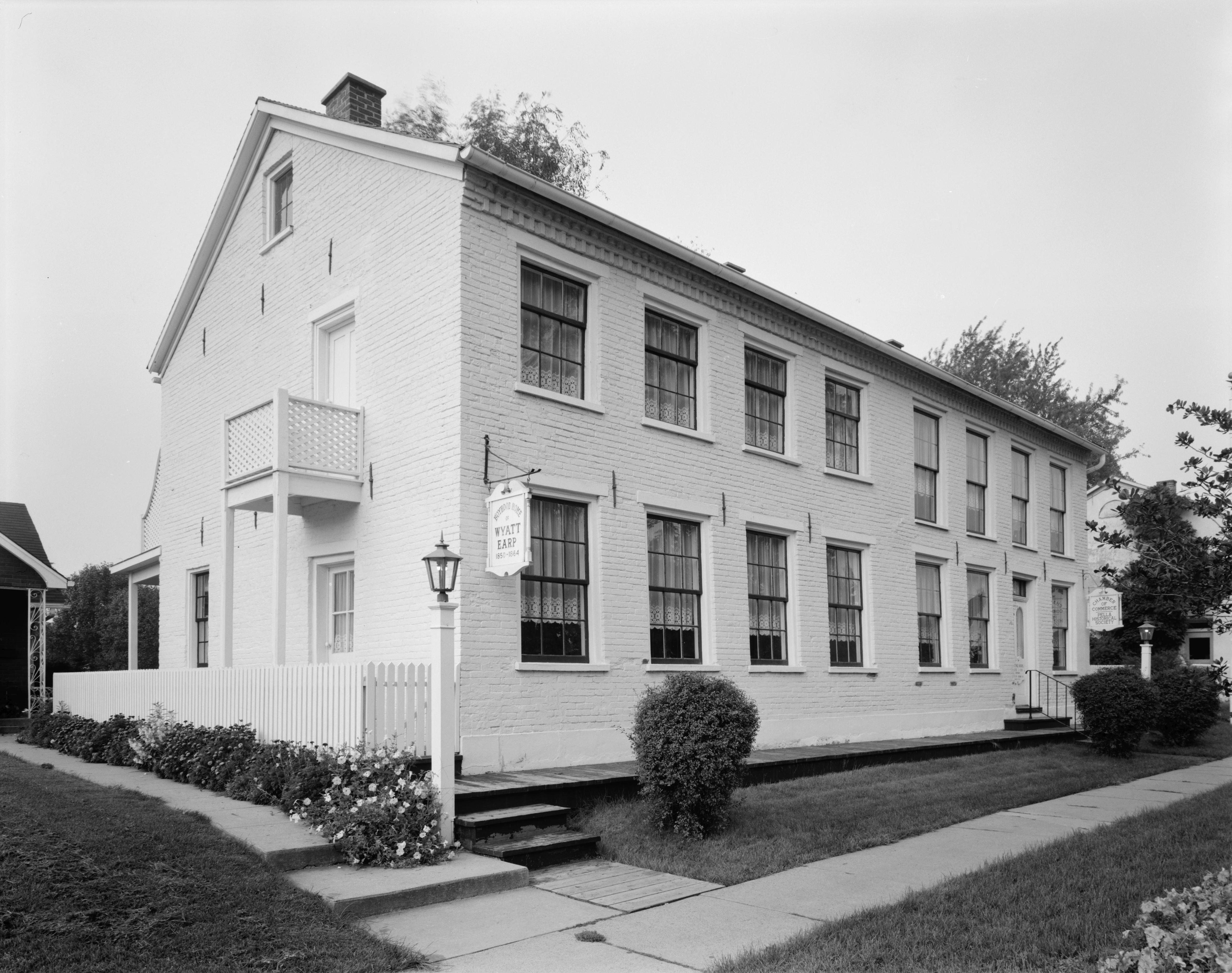
懷特·厄普在愛荷華州佩拉的童年故居

父母尼古拉斯和薇吉尼亞·厄普的最後一個孩子阿德莉亞1861年6月生於佩拉。紐頓、詹姆斯和維吉爾於1861年11月11日加入联邦军。父親忙於招募和訓練當地連隊，懷特和兩個弟弟摩根和華倫負責照料80英畝（32公頃）的玉米田。當時的懷特年僅13歲，年記過輕不能入伍，但他曾多次試圖逃家並參軍。每次，父親都會找到他並帶回家中。詹姆斯在密蘇里州弗雷德里克敦受重傷，1863年夏天返回家鄉。紐頓和維吉爾在密蘇里州、密西西比州和田納西州參與了數次戰役，後來隨家人前往加利福尼亞州。

### 加利福尼亞州

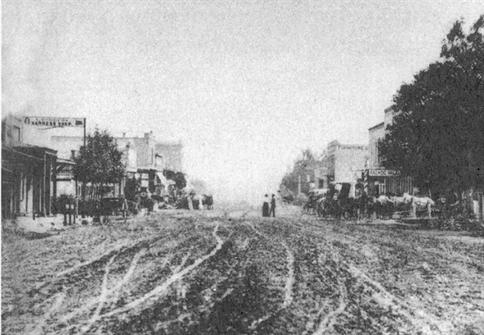
1864年，在聖貝納迪諾市中心，從D街向東望向第三街

1864年5月12日，尼古拉斯·厄普安排了一列貨物火車前往加利福尼亞州聖貝納迪諾，12月17日抵達。1865年夏末，維吉爾在帝王谷找到了菲尼亞斯·班寧的階段長途線駕駛的工作，並讓16歲的懷特從旁協助。1866年春天，懷亞特成為卡車司機，為克里斯·泰勒（Chris Taylor）運送貨物。1866年至68年，他將貨物從威爾明頓載上720英里（1,160）的貨車公路，沿經聖貝納迪諾、內華達州拉斯维加斯，最後抵達猶他州盐湖城。
1868年春天，厄普受僱運送建造聯合太平洋鐵路所需的物資。他於懷俄明州的鐵路頭工作時學會了賭博和拳擊，且在拳擊比賽中享有盛譽。1869年7月4日在懷俄明州夏延為約翰·尚西和邁克·多諾萬教授間的對決舉行了一場擁有三千名觀眾的比賽，懷特任職比賽裁判。

### 初任執法者

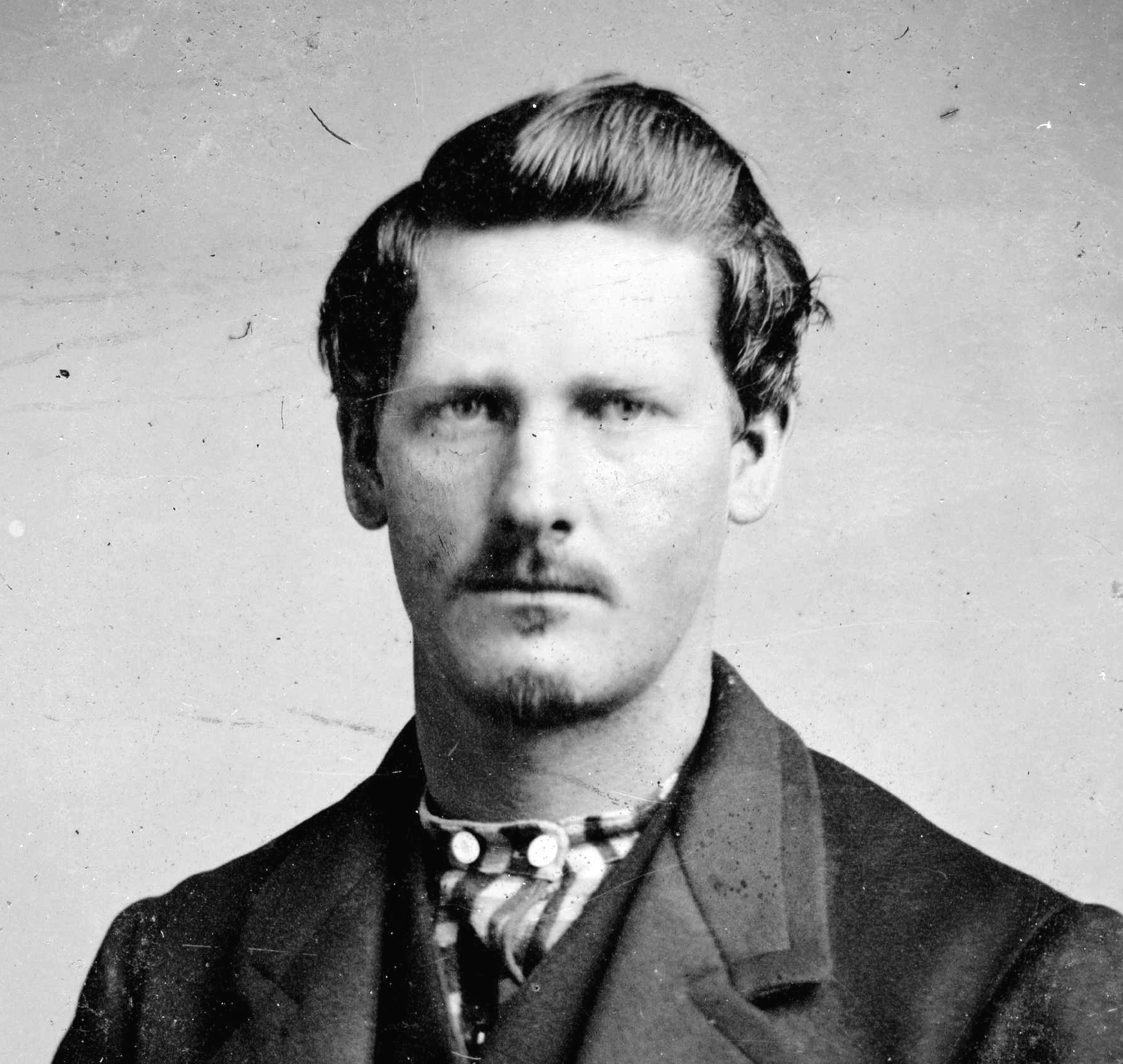
21歲的懷特·厄普（1869年或1870年）；攝於密蘇里州拉馬爾

1868年春天，厄普家族再次向東遷移至密蘇里州拉馬爾，父親尼古拉斯任職當地警察，懷特·厄普次年與家庭團聚。尼古拉斯於1869年11月17日辭去警察職務，成為地方保安官；懷特被任命為接替的警員。

### 首次槍戰
懷特·厄普和哥哥維吉爾到伊利諾伊州蒙茅斯探望家人。之後，維吉爾前往密蘇里州，而懷特前往伊利諾伊州離南部70英里（110）的比爾茲敦，度過了1869年的夏天。當時因鐵路線穿過城鎮，比爾茲敦正處於繁榮。
1869年夏天，懷特在比爾茲敦被名叫湯姆·皮納（Tom Piner）的鐵路剎車員嘲笑為「加州男孩」（懦夫的委婉說法），暗諷他之所以前往加利福尼亞州是為了避免在南北戰爭中服役。懷特雖然曾嘗試參軍，卻被父親攔住，對皮納的言論頗為惱怒。:209兩人打起架來，皮納被懷特扔出建築物外頭後拔出了槍，懷特跟進。最後雙方交火，導致皮納的臀部受傷。

### 與烏莉拉·薩瑟蘭結婚

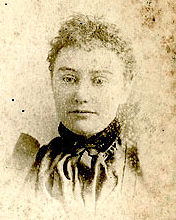
1870年1月10日嫁給厄普的烏莉拉·薩瑟蘭

1869年末，厄普向20歲的烏莉拉·薩瑟蘭（Urilla Sutherland，約1849年至1870年）求愛，對方是在拉馬爾經營交流旅館（Exchange Hotel）的威廉（William）和佩爾梅利亞·薩瑟蘭（Permelia Sutherland）之女。1870年1月10日由厄普父親辦理兩人的結婚。厄普1870年8月以五十美元在城郊大採買，並建造了一棟房子。夫妻倆正迎來第一個孩子出世時，烏莉拉卻因傷寒突然去世。當年11月，厄普以75美元的價格出售了該地段和房子。他與同父異母的哥哥紐頓競選警察職位，並以137票勝過紐頓的108票，但他們的父親在票數勢均力敵的四人競選中輸掉了地方保安官選舉。

### 訴訟與指控

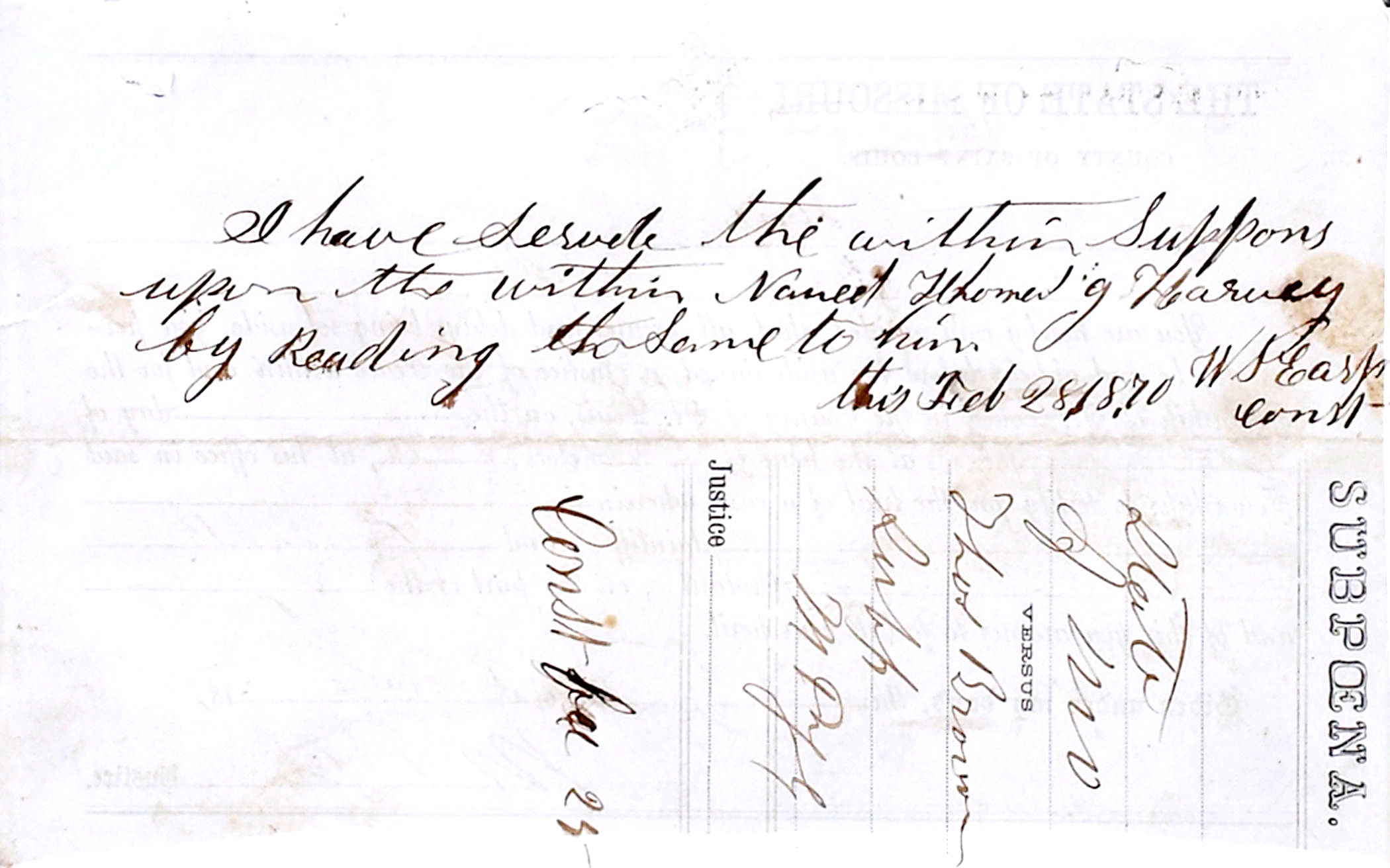
1870年2月28日，由懷特·厄普治安官簽署的密蘇里州拉馬爾傳票

厄普在烏莉拉死後陷入自甘墮落，惹上了一連串的法律問題。1871年3月14日，密蘇里州巴頓縣對厄普及其擔保人提起訴訟；厄普負責為資助當地學校的拉馬爾收取執照費，但遭人指控未能上繳。3月31日，詹姆斯·克倫威爾（James Cromwell）對厄普提起訴訟，指控他偽造了涉及從克倫威爾那收費以履行判決的法庭文件。法院沒收了克倫威爾的割草機，並以38美元的價格出售，藉此彌補厄普上交的錢以及克倫威爾欠款之間的差額。克倫威爾的訴訟中聲稱厄普欠自己75美元，即割草機的估計價。
1871年3月28日，厄普、愛德華·甘迺迪（Edward Kennedy）和約翰·肖恩（John Shown）被指控於印地安國家偷了威廉·凱斯（William Keys）的兩匹「價值各一百美元」的馬。4月6日，美國副元帥J·G·歐文斯（Deputy U.S. Marshal J. G. Owen）以盜竊馬匹的罪名逮捕了厄普，詹姆斯·丘吉爾局長（Commissioner James Churchill）於4月14日傳訊他，並以五百美元交保；5月15日又對厄普、甘迺迪和肖恩發出了起訴書。肖恩之妻安娜（Anna）聲稱厄普和甘迺迪灌醉了自家丈夫，然後用性命威脅以強迫肖恩幫忙。甘迺迪6月5日被宣告無罪，厄普及肖恩仍身陷官司。厄普沒有等待審判，而是從監獄的屋頂爬出，逃往伊利諾伊州皮奧里亞。

### 皮奧里亞逮捕
厄普在1872年期間被列為皮奧里亞名冊中的居民，居住在靠近漢密爾頓（Hamilton）拐角華盛頓街（Washington Street）的珍·哈斯佩爾（Jane Haspel）家中；但厄普幾年後與作家史都華·N·雷克的一次訪談中聲稱，自己1871年至72年冬天都在獵捕野牛。皮奧里亞警方於1872年2月24日突襲了哈斯佩爾的家，逮捕了四名婦女、懷特與摩根·厄普，以及名為喬治·蘭道（George Randall）的男子，他們遭指控「逗留在一間臭名昭著的房子並被外人目擊」；後來就此繳納了罰款二十美元及一筆法庭費。懷特與摩根5月11日再次因同一罪行被捕。「懷特·厄普和兄弟摩根·厄普分別被罰款44.55美元，但他們沒錢又不工作，導致在寒冷而寂靜的拘留所中衰弱不堪......」罰款金額可能表明法官認為他們是皮條客，而不單純是顧客。在《1872-73年皮奧里亞名冊》（Peoria City Directory for 1872-73）中，懷特·厄普與珍·哈斯佩爾住在同一地址。城市名錄1872年3月1日出版，表明懷特被捕時居住在哈斯佩爾的家兼妓院，而非單純的顧客。
1872年6月16日，妹妹阿德莉亞11歲生日那天，厄普和摩根到密蘇里州拉馬爾的家中拜訪了她。據《皮奧里亞全國民主黨日報》（Peoria Daily National Democrat）報導，厄普1872年9月10日再次被捕，這次他待在約翰·T·沃爾頓（John T. Walton）擁有的妓院「比茲敦砲艇」（Beardstown Gunboat）中。名叫莎莉·赫克爾（Sally Heckell）的妓女和厄普一起被捕，女方自稱為他的妻子，她很可能是珍·哈斯佩爾的16歲女兒。
妓院掌管者約翰·沃爾頓和皮奧里亞無賴（Peoria Bummer）懷特·厄普均被罰款43.15美元。據說有些女人長得很漂亮，但絕大多數都很傷風敗俗，其中莎拉·厄普（Sarah Earp）別名莎莉·赫克爾，自稱為懷特·厄普之妻。:11
該報稱厄普為「皮奧里亞無賴」，可謂「強加苦勞給平民的可鄙懶漢」、「窮光蛋」，這類人比流浪漢更糟糕，不但性格惡劣還前科累累。皮奧里亞警察可能認為厄普是皮條客。厄普多年後曾寫道，「我在74年的野牛狩獵中直達威奇托」，代表他可能在1873年至1874年間獵殺野牛，但此番言論仍缺乏證據核實:13。

### 堪薩斯州威奇托
1874年初，厄普和莎莉搬到了正處於發展中的威奇托牛鎮，與哥哥詹姆斯經營一家妓院。根據當地逮捕記錄，莎莉及詹姆斯之妻內莉·「貝西」·凱徹姆（Nellie “Bessie” Ketchum）從1874年初到1876年中期在此地經營妓院。懷特可能是皮條客，但歷史學家蓋瑞·L·羅伯茲（Gary L. Roberts）認為他更有可能是妓院的打手或保鏢。當堪薩斯州人口普查於1875年6月完成時，莎莉不再與懷特、詹姆斯和貝西住在一塊。
威奇托是鐵路終點站，也是德克薩斯州養牛業的交易地點；當趕牛車抵達此地時，鎮上會擠滿慶祝結束長途旅行的喝醉武裝牛仔，令執法人員忙得不可開交。牛仔們在趕牛結束而離開後，厄普開始尋找其他工作。據《威奇托之鷹》1874年10月29日的報導，他曾幫助一名下班警察找到偷走一輛馬車的小偷。厄普1875年4月21日正式加入威奇托元帥辦公處，並於邁克·米格爾（Mike Meagher）當選市元帥（或警察局長）後，每月賺得一百美元。更在長枝沙龍酒館負責經營法羅牌戲。此事於1975年末被《威奇托燈塔》發表：
上週三（12月8日），厄普警察在橋邊發現一名醉酒昏迷的陌生人，把對方帶到「監獄」並在搜身時發現了五百美元。厄普在隔天早上在違警罪法庭法官面前被帶走，宛如小人一般為自己的玩笑付了罰款，然後欣喜若狂地揚長而去。喝醉的陌生人如果是在別處只會知曉身上曾有五百元的銀行存款，也許會慶幸自己的說詞是在威奇托這樣令人愉快的地方成立。我們警察部隊的誠信從未受到嚴重質疑。:209
厄普擔任威奇托副手的任期於1876年4月2日突然結束，當時前元帥比爾·史密斯（Bill Smith）指責他利用自己的辦公室協助僱用自家兄弟擔任執法人員。厄普與史密斯打了起來，被罰款三十美元。當地報紙報導：「此處置對自詡為優秀警官的厄普而言，可謂公平公正。」雖然米格爾贏得了選舉，但市議會投票反對重新僱用厄普，導致厄普離開了威奇托，加入詹姆斯在道奇城的一家妓院經營。

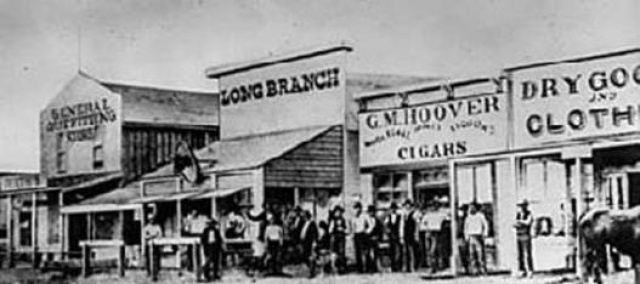
懷特在堪薩斯州道奇城的長枝沙龍酒館負責法羅牌戲

### 道奇城和戴德伍德
1875年後，道奇城成為德克薩斯州沿奇澤姆小徑趕牛的主要終點站。厄普1876年5月左右在勞倫斯·德格元帥（Marshal Lawrence Deger）的領導下被任命為道奇城的助理元帥。厄普結識了妓女瑪蒂·布萊洛克，後者在1881年成為他的普通法妻子。1876至1877年冬天，厄普都在南达科他州正處淘金熱的新興城市戴德伍德度過。1876年9月9日，和摩根帶著一隊馬匹離開道奇城前往戴德伍德，但發現當地所有的土地都因採礦權而被占用，摩根決定返回道奇城。厄普做了一筆交易，買下當地人砍伐的所有木材，並在同年冬天讓馬匹把柴火運到營地；他為此賺了約五千美元的利潤，但仍無法為了自己的地提出任何採礦索賠，只好在春天返回道奇城。

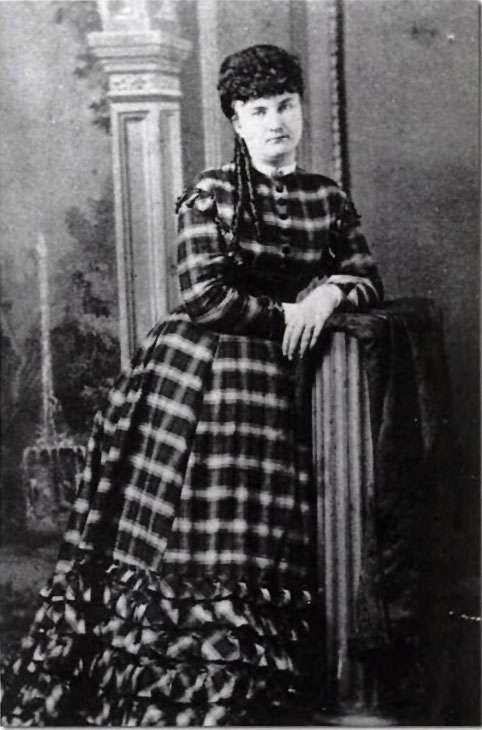
懷特的第二任妻子瑪蒂·布萊洛克

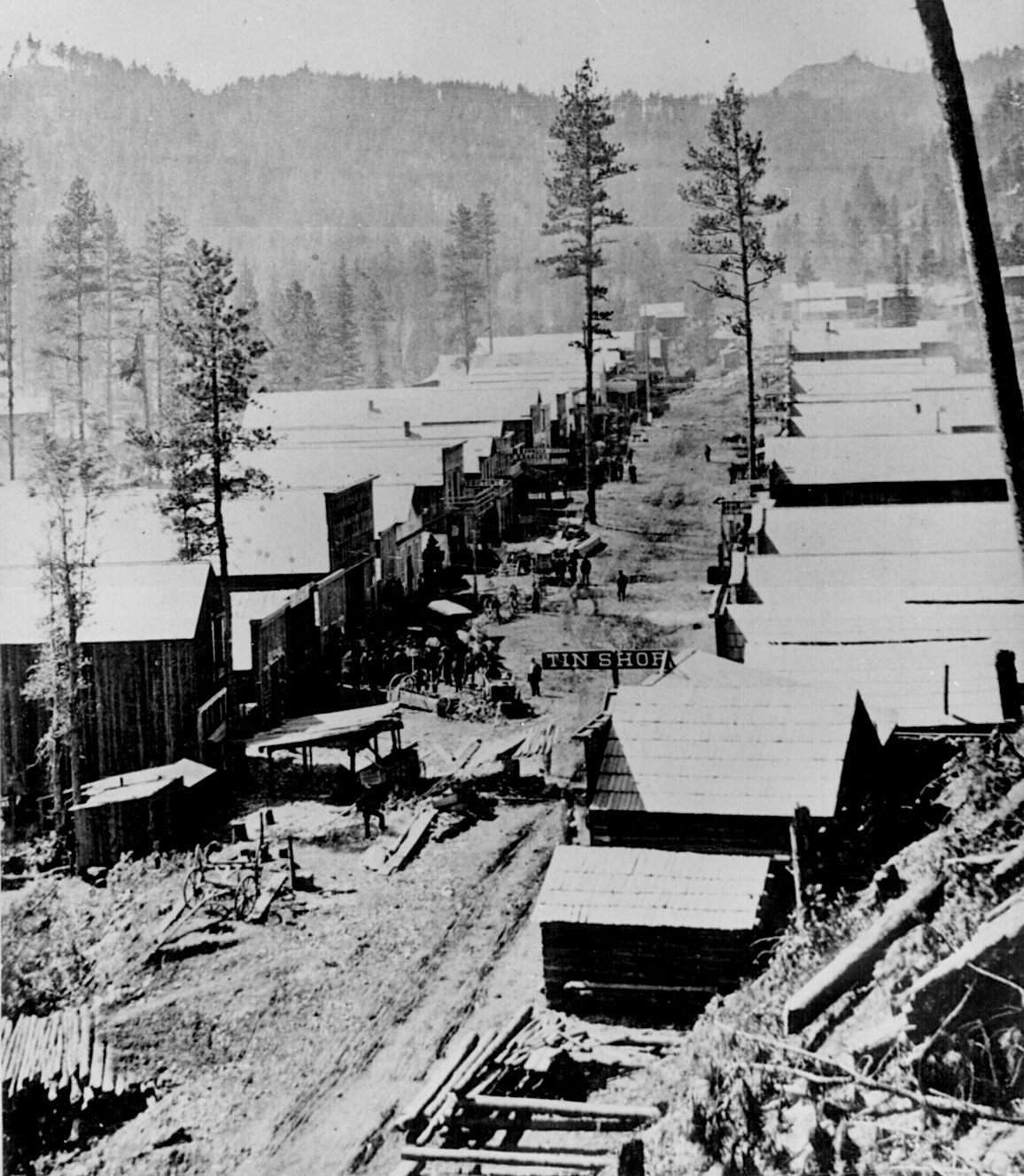
1876年在附近山區的戴德伍德

厄普應市長詹姆斯·H·凱利（James H. Kelley）的要求，1877年春天重新加入了道奇城警察局。當地報紙1878年7月的報導，厄普因打了名叫法蘭琪·貝爾（Frankie Bell）的大塊頭妓女而被罰款一美元，該妓女「對前警官厄普先生冠上一堆莫須有的罪名外號，足以令厄普賞出一記耳光。」據報告，厄普的罰款是法定最低限度，貝爾則在牢房裡過夜並被罰了二十美元。
1877年10月，亡命之徒戴夫·魯達博搶劫了聖達菲鐵路的一處施工營地後逃往南方。厄普被任命為美國副元帥並離開道奇城，追蹤魯達博400英里（640）穿過德克薩斯州克拉克堡，此事於1878年1月22日被報導；之後厄普一路前往德克薩斯州格里芬堡。他到達了布拉索斯河克利爾福克（Clear Fork）的邊境小鎮，接著前往鎮上最大、約翰·尚西持有的蜂巢酒館（Bee Hive Saloon），厄普21歲起就認識對方。從尚西口中得知，魯達博已在本週不久前穿過城鎮，目的地未知，建議厄普詢問曾和魯達博打牌的賭徒霍利德醫生。醫生則告訴厄普，魯達博正返回堪薩斯州。
1878年5月11日，道奇城報紙報導厄普已歸來。根據《道奇城時報》（Dodge City Times）5月14日的報導，他已被查理·巴塞特元帥任命為月收入75美元的助理元帥。霍利德醫生及同居妻子大鼻子凱特1878年夏天現身於道奇城。那年夏天，艾德·莫里森（Ed Morrison）和另外兩打牛仔騎著馬進入城鎮，沿著前街疾馳而過，騷擾長枝酒館（Long Branch Saloon）的顧客；厄普一聽到騷動便衝出前門，發現無數槍指著自己；另一版本的故事是此處僅三至五名牛仔。兩版本中的共同點：在後方打牌的霍利德持槍對準莫里森的頭部，迫使對方及其手下解除武裝。厄普認為霍利德救了自己一命，雙方從此成為朋友。
在道奇城，厄普還結識了執法者兄弟檔——詹姆斯和巴特·馬斯特森，以及賭徒路克·蕭特。

### 槍擊喬治·霍伊特

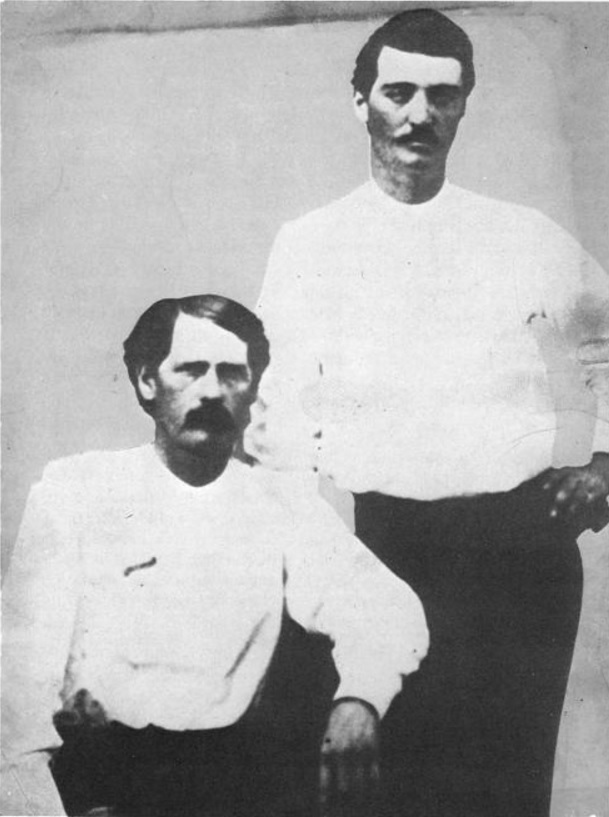
巴特·馬斯特森與懷特·厄普的1876年合影

1878年7月26日凌晨三點左右，喬治·霍伊特（George Hoyt，姓氏有時拼寫成）和其他喝醉的牛仔瘋狂四處開槍，所幸無人傷亡；其中包括朝道奇城的喜劇劇院（Comique Theater）開了三槍，導致喜劇演員老艾迪·佛伊在表演中途摔倒在舞台上。助理元帥厄普和警察巴特·馬斯特森以及幾名市民用手槍向逃跑的騎手開火。騎手們越過城鎮南部的阿肯色河大橋（Arkansas River），但霍伊特從馬上摔下，手臂或腿部受了傷。厄普後來告訴傳記作家史都華·萊克，用照準器看到了霍伊特，並在早晨的地平線上被陽光照亮之時，開了致命的一槍，當天殺死了對方；但《道奇城時報》報導稱，霍伊特患上壞疽，並在腿部截肢後8月21日去世。:329

## 搬至亞利桑那州墓碑鎮

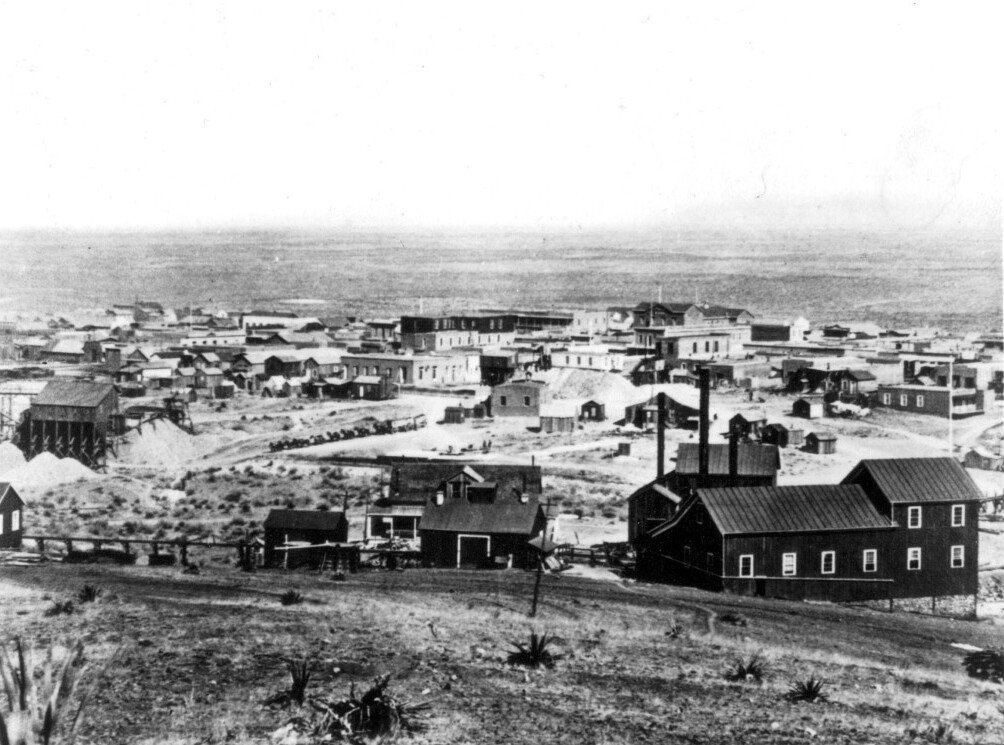
1881年的墓碑鎮

道奇城多年來一直是熱鬧的邊境牛城，直到1879年逐漸平靜下來，原本不穩的治安也隨之轉好。懷特的哥哥維吉爾是亞利桑那州普雷斯科特鎮的警察，他寫信推薦懷特把握銀礦新興城市墓碑鎮的機會。懷特後來在著作中寫道：「1879年，道奇對血氣方剛之人而言開始失去魅力，我決定只為了出人頭地而搬到墓碑鎮。」:17
厄普1879年9月9日從道奇城警察局辭職，並與同居妻子瑪蒂、哥哥詹姆斯及妻子貝西（Bessie）一起前往新墨西哥領地拉斯維加斯（Las Vegas）；他們與霍利德醫生及大鼻子凱特在此地重聚，六人結伴繼續前往普雷斯科特。1879年11月27日，即他們前往墓碑鎮的前三天，維吉爾被亞利桑那領地美國元帥克勞利·P·戴克任命為墓碑鎮礦區的美國副元帥。距普雷斯科特約280英里（450）的墓碑鎮都將是維吉爾的管轄範圍，地盤包括亞利桑那領地的整個東南部地區。懷特、維吉爾和詹姆斯·厄普懷著各自的目的前往該城鎮；厄普夫婦1879年12月1日抵達，霍利德則留在有絕佳賭博機會的普雷斯科特。:18:152:47:30–31
墓碑鎮建於1879年3月5日，當時約有一百人住在帳篷和棚屋中；厄普等人到來時，城鎮已發展到大約一千名居民:50。懷特帶來了馬匹和一輛馬車，計劃將其改裝成驛馬車，但發現兩條建成的公共運輸系統已上工。1879年12月6日，厄普三兄弟和羅伯特·J·溫德斯（Robert J. Winders）為山傭礦（Mountain Maid Mine）的首次北延伸提交了位置通知；他們還買下了維齊納（Vizina）礦區的權益和部分水權。
詹姆斯當過酒保，但兄弟們的其他副業都不賺錢；懷特後來表示，自己大部分錢都憑藉職業賭徒的身份在墓碑鎮賺來。。懷特1880年4月或5月被富国银行探員佛瑞德·J·道奇聘為馬車上的霰彈槍手，當時他們負責運送富國銀行保險箱。:541880年7月下旬，弟弟摩根將妻子露（Lou）留在加利福尼亞州特梅斯科谷（聖貝納迪諾附近），隻身抵達墓碑鎮；另一位弟弟華倫·厄普之後也搬到了該城鎮。霍利德身上帶著四千美元（約現今的112.3萬美元）的賭博獎金，9月從普雷斯科特抵達此地。

### 與非法牛仔幫的首次交鋒
1880年7月25日，陸軍上尉約瑟夫·H·赫斯特（Army Captain Joseph H. Hurst）要求美國副元帥維吉爾·厄普協助自己追查從亞利桑那州拉克堡偷走六隻陸軍騾子的不法牛仔幫。維吉爾請求懷特、摩根以及富國銀行探員馬歇爾·威廉斯（Marshall Williams）幫忙，並在麥克勞里（McLaury）的牧場找到了騾子。在該地區，麥克勞里成為用來代指零星的不法牛仔份子組織的術語，其中部分人士也是地主及牧場主；至於合法養牛人家則被稱為牧牛人或牧場主。厄普兄弟找到了牛仔幫用來將印記更改為的烙鐵。騾子屬政府財產，偷竊者構成犯下聯邦罪行:27。
牛仔法蘭克·帕特森（Frank Patterson）與赫斯特上尉達成協議，牛仔幫願意撤離並歸還騾子。兩天後，牛仔幫食言沒帶著騾子出現，並嘲笑赫斯特和厄普兄弟。赫斯特藉此印一份盜竊傳單，指控麥克勞里藏匿了騾子，1880年7月30日更在《墓碑墓誌銘》中複印了傳單。麥克勞里氣得在牛仔友誼報《掘金》（Nuggett）上發表了回應，稱赫斯特「沒有男子氣概」、「懦夫、流浪漢、無賴和惡毒的騙子」，更指責對方才是小偷。赫斯特後來警告厄普兄弟，牛仔幫的存在威脅到了他們的生命。維吉爾在報導中稱麥克勞里搭訕了自己：「如果你再次像以前那樣緊盯我們，那麼無論如何將難逃一戰。」:28一個月後，懷特於查爾斯頓遇到了幫派成員法蘭克及湯姆·麥克勞里，被警告若再像往常那樣緊咬他們不放，便會動手取了他的小命。

### 成為副警長
1880年7月28日，縣治安官查爾斯·A·史貝爾任命維吉爾·厄普為亞利桑那州皮马县東部的副警長，管轄範圍涵蓋墓碑鎮:65。治安官身兼縣評估員和稅收官，加上監事會允許任職者保留收款金額的十成，使該職位每年價值超過40,000美元（相等於2024年的1,303,000美元）:157。懷特被維吉爾任命為副手，並將富國銀行獵槍使的工作交給了弟弟摩根。懷特工作上表現出色，其名字從8月到11月幾乎每週都會登上《墓碑墓誌銘》或《掘金》報版面。

### 小鎮元帥槍戰
1880年10月28日，墓碑鎮元帥弗雷德·懷特試圖驅逐在艾倫街（Allen Street）朝月亮開槍的五名鬧事酒鬼。摩根和厄普友人佛瑞德·J·道奇在附近的一間小屋裡，懷特本人則在街區外的歐文斯沙龍（Owens Saloon）；懷特雖然手無寸鐵，但聽聞槍響後從道奇那借了一把手槍，便跑到現場協助元帥。當他接近懷特元帥時，看見對方打算解除捲毛比爾·布羅修斯的武裝，但元帥的腹股溝卻中了槍。:117在隨後發生的槍戰中，厄普站在一座被槍聲反復擊中的煙囪旁，直到引誘布羅修斯上鉤並以手槍鞭打對方在地，接著抓著他的衣領；布羅修斯問道：「我做了什麼？」:117:173佛瑞德·J·道奇在1928年寫給史都華·N·雷克的一封信中回憶了自己的所見所聞：
當我和同伴莫格（Morg）走到懷特·厄普身邊時，懷特正蹲在捲毛比爾和佛瑞德·懷特的身旁，捲毛比爾的朋友們在黑暗中朝他開槍，子彈不斷撞擊煙囪和小屋，槍戰現場非常熱鬧……在所有的喧囂中，懷特的語氣一如既往的寧靜，這份冷靜和膽量遠勝道奇他們當晚所做的一切。:117
這段故事之後被厄普向傳記作家小約翰·H·弗洛德親口修正；直到事發後他才在黑暗中看到布羅修斯的手槍落在地上，手槍中含有一枚用盡的彈藥筒和五顆實彈:118。
布羅修斯放棄了初步聽證，以便將自己的案件轉移到圖森地區法院（Tucson District Court），藉此有望免於私刑；維吉爾和懷特·厄普護送他到圖森受審。懷特元帥在中槍的兩天後因傷勢而死去，享年31歲:119。1880年12月27日，厄普在庭上作證稱懷特元帥的中槍屬於偶然，布羅修斯表示遺憾，自己並沒有打算射殺元帥。槍匠雅各·格魯伯（Jacob Gruber）作證，布羅修斯的單動左輪手槍有缺陷，導致槍能在半待擊狀態發射。依據懷特元帥的一份聲明中指出，槍擊事件純屬偶然。法官裁定槍擊屬偶然，並釋放了布羅修斯；但布羅修斯仍對厄普如何用手槍鞭打自己而感到非常憤怒，從此成為了厄普的敵人。

### 希貝爾選舉
1880年11月2日，民主黨現任議員查爾斯·希貝爾（Charles Shibell）競選連任縣治安官，競爭對手是共和黨的羅伯特·H·保羅。最初，希貝爾在可疑的情況下以58票的優勢被宣布為當選者。記者詹姆斯·C·漢考克（James C. Hancock）報導稱，牛仔捲毛比爾·布羅修斯和強尼·林哥曾擔任科奇斯縣北部聖西蒙選區的選舉官員，但傳記作家大衛·強森（David Johnson）在選舉前一天的11月1日將林哥和艾克·克蘭頓描述都待在新墨西哥州。捲毛比爾10月28日因射殺弗雷德·懷特元帥而在圖森被捕入獄，選舉日當天仍待在此地。約翰·馬吉爾（John Magill）的住所被當成投票站。該選區大約只有十名合格選民（另一消息來源稱有五十人），但牛仔隊召集了兒童和華人等非選民參加投票，加上為所有的狗、驢和家禽命名，並以他們的名字投票給希貝爾。聖西蒙第27選區投票結果為104票，希貝爾獲得當中的103票。選舉委員會於11月14日開會，同時宣布希貝爾當選:179。
保羅11月19日對選舉結果提起訴訟，指控希貝爾的牛仔支持者艾克、捲毛比爾和法蘭克·麥克勞里密謀作票。1881年1月下旬，亞利桑那州首席大法官C·G·W·法蘭奇裁定保羅勝訴，但希貝爾提出上訴。重新計票後發現保羅得402票，希貝爾得354票。1881年4月，選舉委員會發現神秘的「亨利·強森」（Henry Johnson）負責認證選票；事實證明，此人正是懷特元帥遇害當晚在艾倫街開槍射擊的詹姆斯·K·強森（James K. Johnson）。此外，他在射殺了弗雷德·懷特後曾在捲毛比爾的預審聽證會上作證。強森後來在選舉聽證會上作證稱，選票已交給艾克·克蘭頓的弟弟菲尼亞斯保管。在選舉聽證會期間，沒有任何證人報告稱「有選票是由狗投出」。
保羅被宣布為皮馬縣治安官選舉的獲勝者。然而，科奇斯縣1881年1月1日在皮馬縣東部成立，保羅無法用厄普取代科奇斯縣當時的副警長強尼·貝漢（Johnny Behan），因此這場選舉當時仍存有爭議。

### 厄普失去連任
厄普僅擔任東皮馬縣副警長三個月。該地區強烈支持共和黨:158，且羅伯特·H·保羅曾被期望擊敗希貝爾，身為共和黨人的厄普為此相信自己能持續留在這個位子。鑑於東部皮馬縣的發展速度如此之快，許多人預計此處以墓碑鎮為界線，很快就會被拆分成自己的縣；厄普希望贏得新縣治安官的職位，藉此獲得所有徵收稅款的10%。南太平洋运输公司是主要的土地所有者，這讓徵稅的程序相對容易。:1771882年，科奇斯縣治安官的收入達24,010.52美元（相等於2024年的782,000美元）。
厄普1880年11月9日從警長辦公室辭職，希貝爾立即任命強尼·貝漢為東皮馬縣的新副警長。貝漢的政治經驗更勝厄普：他從1871年到1873年擔任亞瓦派縣治安官；曾兩次當選亞利桑那州領土立法機構議員，1873年代表亞瓦派縣參與第7屆領土立法機構會:511、1879年則代表莫哈維縣出席第10屆:514。貝漢搬到亞利桑那州西北部地區，1877年在此擔任莫哈維縣書記員，然後在1879年擔任吉列（Gillet）莫哈維縣的副警長:39。

### 貝漢贏得選舉
厄普和貝漢申請了科奇斯縣治安官的新職位，該職位官員能獲得百分之十的縣收入和稅款，皮馬縣治安官的職位也是如此:157。厄普是該地區的前副警長，也是共和黨人，就像亞利桑那州領地總督約翰·弗里蒙特一樣，所以自認獲勝機率極大。但貝漢在普雷斯科特擁有更豐富的政治經驗及影響力。
厄普後來在OK牧場槍戰聽證會上作證，已與貝漢達成協議:331。厄普稱，貝漢和他同意，如果厄普撤回治安官的申請，貝漢將任命他為副警長。貝漢於1881年2月接受任命，但並未信守諾言，而是選擇了著名的民主黨人哈利·伍茲（Harry Woods）擔任副警長。貝漢起初作證稱，自己沒有與厄普達成任何協議，但之後承認自己撒了謊。貝漢表示：在被任命前不久發生的一件事而違背了對厄普的承諾：當時厄普得知艾克和比利·克蘭頓擁有他的一匹獎品馬，而這匹馬在一年多前遭竊。
厄普和霍利迪騎馬前往查爾斯頓附近的克蘭頓牧場找回這匹馬，並沿途追上了開著馬車的貝漢；貝漢還前往牧場向艾克·克蘭頓遞送競選傳票。關於接下來發生的事情，說法不一，但厄普作證說，當厄普到達牧場時並出示所有權文件之前，比利·克蘭頓放棄了這匹馬。但根據貝漢的證詞，厄普告訴克蘭頓夫婦，貝漢正在路上以盜竊馬匹的罪名逮捕他們。這起事件讓克蘭頓夫婦和貝漢感到尷尬，貝漢後來作證稱，自己不想與厄普合作，而選擇了伍茲當自己的副手。

## 延伸閱讀
- Barra, Allen. Inventing Wyatt Earp: His Life and Many Legends. New York: Carroll & Graf Publishers, 1998. ISBN 0-7867-0685-6
- Bartholomew, Ed. Wyatt Earp 1848 to 1880: The Untold Story. Toyahvale, TX: Frontier Book Company, 1963.
- Bartholomew, Ed. Wyatt Earp 1879 to 1882: The Man & The Myth. Toyahvale, TX: Frontier Book Company, 1964.
- Boessenecker, John.  When Law Was in the Holster:  The Frontier Life of Bob Paul.  Norman:  University of Oklahoma Press, 2012.
- Boessenecker, John.  Ride the Devil's Herd: Wyatt Earp's Epic Battle Against the West's Biggest Outlaw Gang. New York:  Hanover Square Press, 2020.
- Boyer, Glenn. Suppressed Murder of Wyatt Earp. San Antonio, TX: The Naylor Company, 1967.
- Boyer, Glenn. I Married Wyatt Earp: The Recollections of Josephine Sarah Marcus Earp. Tucson, AZ: University of Arizona Press, 1976. ISBN 0-8165-0583-7
- Boyer, Glenn G. "Trailing an American Myth." Real West, January 1981.
- Boyer, Glenn G. "The Secret Wife of Wyatt Earp." True West, June 1983.
- Boyer, Glenn G. "Curly Bill Has Been Killed at Last." Real West, February 1984.
- Boyer, Glenn G. Wyatt Earp's Tombstone Vendetta. Honolulu, Hawaii: Talei Publishers, Inc., 1993.
- Chaput, Don. The Earp Papers: In a Brother's Image. Encampment, Wyoming: Affiliated Writers of America, 1994. ISBN 1-879915-10-3
- DeMattos, Jack. "A Tour of Earp Country – Part 1." Real West, January 1981.
- DeMattos, Jack. "A Tour of Earp Country – Part 2." Real West, March 1981.
- DeMattos, Jack. "Gunfighters of the Real West: Virgil and Wyatt Earp – Part 1." Real West, October 1981.
- DeMattos, Jack. "Gunfighters of the Real West: Virgil and Wyatt Earp – Part 2." Real West, December 1981.
- DeMattos, Jack. The Earp Decision. College Station, TX: Creative Publishing Company, 1989 ISBN 0-932702-47-3
- Dolph, Jerry and Randall, Arthur. Wyatt Earp and Coeur d' Alene Gold!: Stampede to Idaho Territory. Post Falls, Idaho: Eagle City Publications, 1999. ISBN 0-9671058-0-3
- Earp, Wyatt S. "How Wyatt Earp Routed a Gang of Arizona Outlaws." San Francisco Examiner – Sunday, August 2, 1896.
- Earp, Wyatt S. "Wyatt Earp Tells Tales of the Shotgun-Messenger Service." San Francisco Examiner – Sunday, August 9, 1896.
- Earp, Wyatt S. "Wyatt Earp's Tribute to Bat Masterson, the Hero of 'Dobe Walls." San Francisco Examiner – Sunday, August 16, 1896.
- Erwin, Richard E. The Truth About Wyatt Earp. Carpinteria, CA: The O.K. Press, 1992. ISBN 0-9633930-0-6
- Fattig, Timothy W. Wyatt Earp: The Biography. Honolulu, Hawaii: Talei Publishers, 2005. ISBN 0-9631772-8-1
- Gatto, Steve. The Real Wyatt Earp: A Documentary Biography. Silver City, NM: High-Lonesome Books, 2000 ISBN 0-944383-50-5
- Lake, Stuart N. Wyatt Earp: Frontier Marshal. Boston: Houghton Mifflin Company, 1931.
- Marks, Paula Mitchell. And Die in the West: The Story of the O.K. Corral Gunfight. New York: William Morrow and Company, Inc., 1989. ISBN 0-671-70614-4
- Lubet, Steven. . New Haven, CT: Yale University Press. 2004: 288  [2011-11-29]. ISBN 978-0-300-11527-7.
- Masterson, W.B. (Bat). "Famous Gun Fighters of the Western Frontier: Wyatt Earp." Human Life, Vol. 4, No. 5, February 1907.
- Miller, Nyle H. and Snell, Joseph W. Why the West Was Wild. Topeka, KS: Kansas State Historical Society, 1963.
- Murray, Tom G. "Wyatt Earp's Letters to Bill Hart." True West, June 1968.
- Palenske, Garner A. Wyatt Earp in San Diego. Santa Ana, CA: Graphic Publishers, 2011. ISBN 978-1-882824-41-0
- Palmquist, Robert F. "Good-bye Old Friend." Real West, May 1979.
- Reidhead, S. J. Travesty: Frank Waters Earp Agenda Exposed. Roswell, NM: Jinglebob Press, 2005. ISBN 1-892508-13-3
- Rickards, Colin. "Wyatt Earp Tells About the Gunfight at the O.K. Corral." Real West, February 1970.
- Shillingberg, William B. Wyatt Earp & the "Buntline Special" Myth. Tucson, AZ: Blaine Publishing Company, 1976.
- Silva, Lee A. Wyatt Earp: A Biography of the Legend. Volume 1: The Cowtown Years. Graphic Publishers, 2002.
- Silva, Lee A. Wyatt Earp: A Biography of the Legend. Volume 2: Tombstone Before the Earps. Graphic Publishers, 2010.
- Stephens, John Richard. Wyatt Earp Speaks! New York: Fall River Press, 1998. ISBN 978-1-4351-1205-6
- Tefertiller, Casey. Wyatt Earp: The Life Behind the Legend. New York: John Wiley & Sons, 1997. ISBN 0-471-18967-7
- Turner, Alford E. "The Lake-Earp Letters." Tombstone Epitaph National Edition, Vol. 4, No 1. May 1977.
- Turner, Alford E. "The Florentino-Earp Affair." Real West, January 1979.
- Turner, Alford E. The Earps Talk. College Station, TX: Creative Publishing Company, 1980. ISBN 0-932702-05-8
- Turner, Alford E. The OK Corral Inquest. College Station, TX: Creative Publishing Company, 1981. ISBN 0-932702-16-3
- Turner, Alford E. "Wyatt Earp's Unique Faro Game." Real West, June 1986.
- Waters, Frank. The Earp Brothers of Tombstone. New York: Clarkson N. Potter, Inc., 1960.
- . The Tombstone Epitaph（英语：The Tombstone Epitaph） (Tombstone, AZ). 2018,. Special Historical Edition. ISSN 1940-221X.

## 外部連結
- 懷特·厄普在互联网电影资料库（IMDb）上的資料（英文）